# William Hebard
William Hebard (* 29. November 1800 in Windham, Connecticut; † 20. Oktober 1875 in Chelsea, Vermont) war ein US-amerikanischer Jurist und Politiker. Zwischen 1849 und 1853 vertrat er den zweiten Wahlbezirk des Bundesstaates Vermont im US-Repräsentantenhaus.

## Werdegang
William Hebard besuchte die öffentlichen Schulen seiner Heimat und die Orange County Grammar School in Randolph (Vermont). Nach einem Jurastudium und seiner im Jahr 1827 erfolgten Zulassung als Rechtsanwalt begann er in East Randolph in seinem neuen Beruf zu arbeiten. Zwischen 1832 und 1836 war er Staatsanwalt im Orange County. Politisch wurde er Mitglied der Whig Party. Im Jahr 1835 wurde Hebard erstmals in das Repräsentantenhaus von Vermont gewählt; zwischen 1836 und 1838 war er Mitglied des Staatssenats. In den Jahren 1838, 1840 und 1841 arbeitete Hebard als Nachlassrichter. Von 1840 bis 1842 war er erneut Abgeordneter im Repräsentantenhaus von Vermont, ehe er zum Richter am Vermont Supreme Court ernannt wurde. Dieses Amt bekleidete er von 1842 bis 1844. Seit 1845 war er in Chelsea ansässig.
1848 wurde Hebard im zweiten Distrikt von Vermont in das US-Repräsentantenhaus in Washington, D.C. gewählt. Dort trat er am 4. März 1849 die Nachfolge von Jacob Collamer an. Nach einer Wiederwahl im Jahr 1850 konnte er bis zum 3. März 1853 zwei Legislaturperioden im Kongress absolvieren. Nach der Auflösung seiner Partei in den 1850er Jahren schloss sich Hebard der 1854 gegründeten Republikanischen Partei an. Im Jahr 1857 war er Delegierter auf einer Versammlung zur Überarbeitung der Staatsverfassung von Vermont. Zwischen 1858 und 1872 war Hebard mehrfach Abgeordneter im Repräsentantenhaus von Vermont. Im Jahr 1860 war er Delegierter zur Republican National Convention, auf der Abraham Lincoln als Präsidentschaftskandidat nominiert wurde. Neben seinen politischen Tätigkeiten war William Hebard auch als Anwalt tätig. Er starb im Oktober 1875.